# Alcurrucén
Alcurrucén est un élevage (ganadería) espagnol de taureaux de combat du XXe siècle et du début du XXIe siècle. 

## Historique
Créé  par Juan Sánchez Taberno en 1950 avec du bétail de Lorenzo Rodríguez, l'élevage est vendu en 1967 par sa fille aux frères Lozano qui éliminent les origines des taureaux en introduisant du bétail d'Eusebia Galache. À partir de 1982, les taureaux de Carlos Núñez sont introduits dans l'élevage et la nouvelle ganadería change de nom et de fer : elle devient Alcurrucén.

## Identité
La devise de l'élevage Alcurrucén est noir et bleu ciel, son ancienneté à Madrid remonte au 18 juin 1989. Il est dispersé sur plusieurs propriétés : Egido Grande à Navalmoral de la Mata (province de Cáceres), la Mudiona à Alcollarín (province de Cáceres) et La Cristina à Olivence (province de Badajoz).

## Caractéristique
La noblesse et la constance des taureaux Alcurrucén est très appréciée des figuras (toreros vedettes). L'élevage fait partie des incontournables des grandes ferias. C'est un fer vedette qui se retrouve dans un très grand nombre de corridas dans les arènes de France et d'Espagne. Il est, avec Joaquín Núñez del Cuvillo, l'élevage qui a participé au plus grand nombre de corridas. En 2001, il avait à son actif 102 corridas.

## Taureaux remarquables
- Barquilto combattu à Malaga par El Niño de la Capea le 18 août 1984. Sa dépouille a fait un tour de piste. Le torero a reçu deux oreilles et la queue.
- Gaitero à Madrid le 27 mai 1997  par Litri (Miguel Báez Spínola) a reçu le prix de la mairie de Madrid au taureau le plus brave de la San Isidro.
- Avec Herrerito Manzanares (José María Dolls Abellán) a reçu le prix de la meilleure faena de la feria à Séville le 23 avril 1992.
- Jabatillo, marqué avec le numéro 134, combattu à Madrid par Sébastien Castella le 27 mai 2015 a reçu le prix du meilleur taureau de la Feria de San Isidro 2015. Le torero a reçu les deux oreilles.
- Malagueño, marqué avec le numéro 1, combattu à Madrid par David Mora le 24 mai 2016 a reçu le prix du meilleur taureau de la Feria de San Isidro 2016. Le torero a reçu les deux oreilles.
- Barberillo, marqué avec le numéro 127, combattu à Madrid par Ginés Marín le 25 mai 2015 est considéré comme le meilleur exemplaire de la première moitié de la Feria de San Isidro 2017. Le torero a reçu les deux oreilles.